# Franjinha & Milena: Em Busca da Ciência
Franjinha & Milena: Em Busca da Ciência é uma série de televisão via streaming brasileira produzida pela Biônica Filmes e Mauricio de Sousa Produções para o serviço de streaming Max e no canal Discovery Kids, foi lançado em 27 de fevereiro de 2024. É baseado na série de histórias em quadrinhos Turma da Mônica, criado por Mauricio de Sousa.

## Sinopse
Franjinha e Milena, acompanhados do cãozinho Bidu, tentam desvendar os segredos da viagem no tempo. Mas a cada episódio terão seu foco desviado da investigação: primeiro a luz acaba e eles fazem uma lâmpada, e lidam com uma invasão de abelhas. Depois um cometa atravessa o sistema solar, e uma infestação de pulgas acontece no Limoeiro. Em seguida programam um robô para fazer bolos e desenvolvem uma IA. Finalmente descobrem um fóssil pré-histórico, e Franjinha perde o sono tentando decifrar os mistérios do tempo. A ciência surge como resposta para cada aventura, e juntos eles aprendem e se tornam melhores amigos e cientistas, descobrindo que a verdadeira viagem no tempo é a própria ciência!

## Produção
Em 6 de julho de 2022, a HBO Max (atualmente Max)  anunciou o início das gravações da série que é originalmente é co-produzida pelo Cartoon Network até que foi finalizada em setembro de 2022.
Em 2 de dezembro do mesmo ano, as cenas da série foram divulgadas durante na participação no Palco Thunder by Cinemark Club na CCXP22, e a previsão do lançamento para 2023.
Em 15 de fevereiro de 2024, devido a fusão das empresas WarnerMedia e Discovery Inc., a Max divulgou o trailer oficial da série e a data de estreia em 27 de fevereiro para sua plataforma e no Discovery+, e também no canal Discovery Kids.
Em 24 de junho do mesmo ano, um trailer foi divulgado, anunciando que a segunda temporada estreará em 8 de julho.

## Elenco
| Fabrício Gabriel    | Franjinha                         |
| Bia Lisboa          | Milena                            |
| Fábio Lucindo       | Bidu                              |
| Recorrente          |                                   |
| Stephany Kim        | Marina                            |
| Stephany Kim        | Ji Ae Lee                         |
| Johnny O'Donnell    | Franjão                           |
| Rafael Pereira      | Dudu                              |
| Luana Miyliki       | Soo Min Lee                       |
| Miguel Lucca Britto | Aldino                            |
| Cauà Trindade       | Eugênio                           |
| Gustavo Saulle      | Jefinho                           |
| Mauricio de Sousa   | Ele mesmo (participação especial) |

## Episódios

### Resumo
| Temporada | Temporada | Episódios | Episódios | Originalmente exibido   | Originalmente exibido   |
| Temporada | Temporada | Episódios | Episódios | Estreia da temporada    | Final da temporada      |
| --------- | --------- | --------- | --------- | ----------------------- | ----------------------- |
|           | 1         | 8         | 8         | 27 de fevereiro de 2024 | 27 de fevereiro de 2024 |
|           | 2         | 8         | 8         | 8 de julho de 2024      | 8 de julho de 2024      |

### 1.ª Temporada
| N.º geral | N.º na temp. | Título                    | Escrito por                | Lançamento original     | Exibição original       |
| --- | ------------ | ------------------------- | -------------------------- | ----------------------- | ----------------------- |
| 1 | 1            | "De Volta para o Escuro"  | Mauro D'Addio              | 27 de fevereiro de 2024 | 27 de fevereiro de 2024 |
| Através de Bidu, Milena conhece Franjinha, e juntos eles fazem uma lanterna a partir da energia de pedaladas na bicicleta.                   |              |                           |                            |                         |                         |
| 2 | 2            | "O Fim da Picada"         | Maria Shu                  | 27 de fevereiro de 2024 | 28 de fevereiro de 2024 |
| Abelhas invadiram o laboratório de Franjinha e ele está assustado.                                                                           |              |                           |                            |                         |                         |
| 3 | 3            | "Uma Odisseia no Quintal" | Maria Shu                  | 27 de fevereiro de 2024 | 29 de fevereiro de 2024 |
| Franjinha e Milena recebem um aviso sobre um cometa que pode colidir com Júpiter.                                                            |              |                           |                            |                         |                         |
| 4 | 4            | "A Candemia"              | Mauro D'Addio Vanessa Fort | 27 de fevereiro de 2024 | 1 de março de 2024      |
| Uma epidemia de pulgas ataca os pets do Limoeiro.                                                                                            |              |                           |                            |                         |                         |
| 5 | 5            | "Bolo de Robô"            | Maria Shu                  | 27 de fevereiro de 2024 | 4 de março de 2024      |
| Franjinha e Milena querem fazer uma linha de produção de bolos para o Limoeiro todo, e enfrentam os desafios de programar um braço robótico. |              |                           |                            |                         |                         |
| 6 | 6            | "Doidos por Dados"        | Vanessa Fort               | 27 de fevereiro de 2024 | 5 de março de 2024      |
| Franjinha cria um chatbot que usa os dados de um jeito atrapalhado.                                                                          |              |                           |                            |                         |                         |
| 7 | 7            | "Os Segredos das Pedras"  | Vanessa Fort               | 27 de fevereiro de 2024 | 6 de março de 2024      |
| A dupla explora o quintal e descobre um fóssil de dinossauro.                                                                                |              |                           |                            |                         |                         |
| 8 | 8            | "A Viagem"                | Mauro D'Addio              | 27 de fevereiro de 2024 | 7 de março de 2024      |
| Franjinha fica confuso por estar sem dormir, mas quando pega no sono sonha com o Franjinha do futuro.                                        |              |                           |                            |                         |                         |

### 2.ª Temporada
| N.º geral | N.º na temp. | Título                     | Escrito por                  | Lançamento original | Exibição original   |
| --- | ------------ | -------------------------- | ---------------------------- | ------------------- | ------------------- |
| 9 | 1            | "A Marciana"               | Mauro D'Addio & Renata Diniz | 8 de julho de 2024  | 8 de julho de 2024  |
| Franjinha e Milena são convidados para o desafio "Partiu Vida em Marte!". A dupla concorre com crianças do mundo todo e precisa apresentar um experimento sobre como levar vida para o planeta vermelho. |              |                            |                              |                     |                     |
| 10 | 2            | "Sopa Primordial"          | Issis Valenzuela             | 8 de julho de 2024  | 9 de julho de 2024  |
| Dudu solta um boato de que extraterrestres estão atacando o Limoeiro. Mesmo morrendo de medo de achar um ET no quintal, Franjinha e Milena tentam entender como poderia ser a vida fora da Terra.        |              |                            |                              |                     |                     |
| 11 | 3            | "Bidusfera"                | Renata Diniz                 | 8 de julho de 2024  | 10 de julho de 2024 |
| Franjinha e Milena precisam botar a mão na massa e fazer uma biosfera capaz de ser construída em Marte. Para criar a Bidusfera, a dupla busca inspiração nas simetrias da natureza.                      |              |                            |                              |                     |                     |
| 12 | 4            | "As Joanautas"             | Issis Valenzuela             | 8 de julho de 2024  | 11 de julho de 2024 |
| A dupla de cientistas pesquisa espécies de plantas para a Bidusfera e busca a planta perfeita, que seja resistente para suportar a vida em Marte e com nutrientes para alimentar astronautas.            |              |                            |                              |                     |                     |
| 13 | 5            | "Secos e Molhados"         | Camila Gutierrez             | 8 de julho de 2024  | 12 de julho de 2024 |
| Franjinha e Milena precisam regar as plantas da Bidusfera, mas acabou a água no Limoeiro. Em Marte também não tem água. Agora, a dupla precisa resolver este problema.                                   |              |                            |                              |                     |                     |
| 14 | 6            | "Quem Soltou Gases?"       | Issis Valenzuela             | 8 de julho de 2024  | 15 de julho de 2024 |
| Algo está errado dentro da Bidusfera. A temperatura está alta demais e os dois cientistas precisam achar um jeito de salvar o experimento.                                                               |              |                            |                              |                     |                     |
| 15 | 7            | "A verdade está lá dentro" | Mauro D'Addio                | 8 de julho de 2024  | 16 de julho de 2024 |
| Falta pouco para a Bidusfera atingir seu objetivo: ficar fechada até se provar autossuficiente. |              |                            |                              |                     |                     |
| 16 | 8            | "Planeta Água"             | Mauro D'Addio                | 8 de julho de 2024  | 17 de julho de 2024 |
| Franjinha e Milena estão na final do desafio, enquanto isso, a água sumiu mesmo no Limoeiro. |              |                            |                              |                     |                     |

## Prêmios
| Ano  | Prêmio(s) | Categoria | Nomeado(s)                              | Result   | Ref.        |
| ---- | --------- | --------- | --------------------------------------- | -------- | ----------- |
| 2025 | Rose d'Or | Infantil  | Franjinha & Milena: Em Busca da Ciência | Indicado | [ 7 ] [ 8 ] |